# Thomas Roth (Politiker)

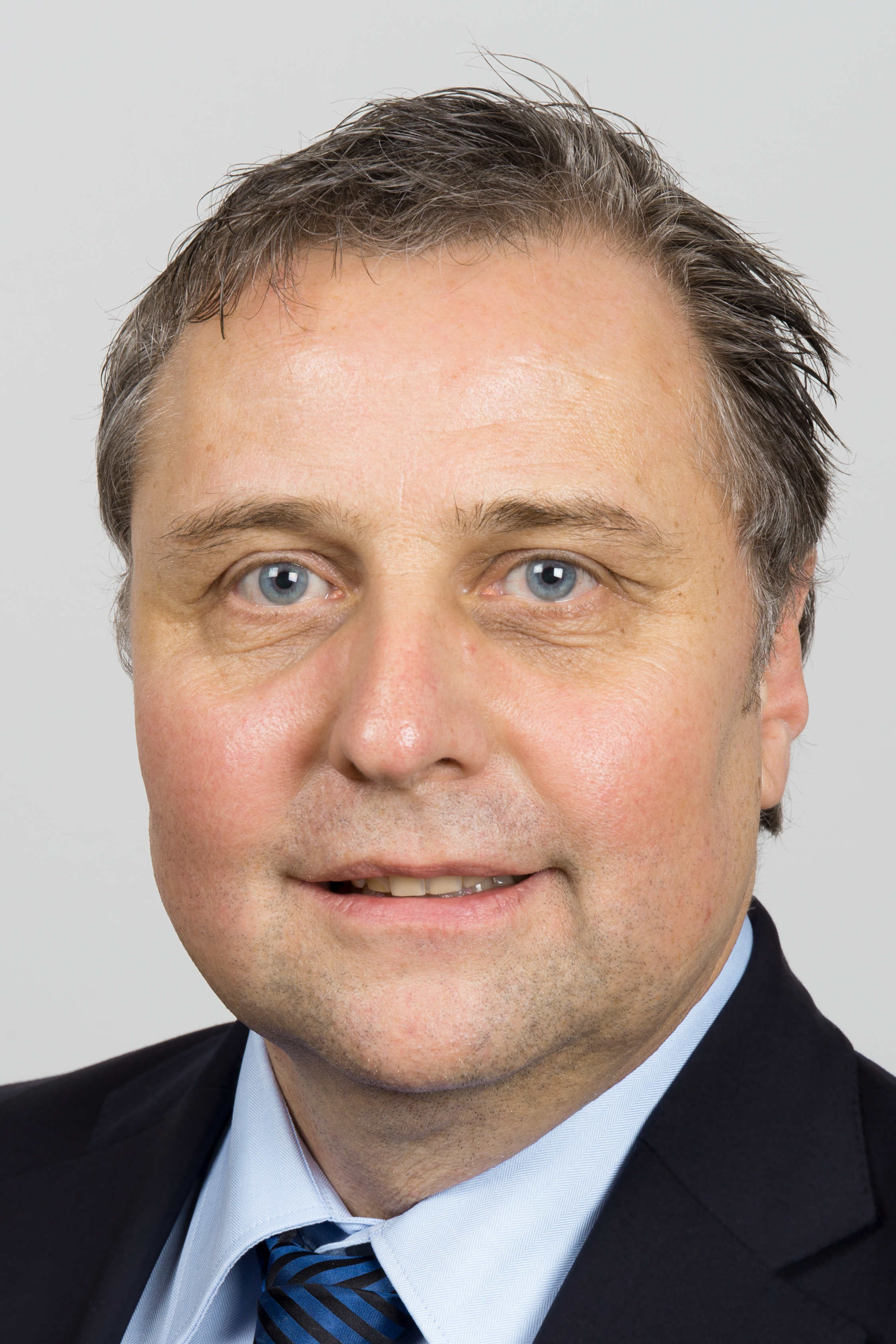
Thomas Roth (2016)

Thomas Roth (* 2. November 1960 in Montabaur) ist ein deutscher Politiker (FDP). Er war von 2016 bis 2021 Mitglied des rheinland-pfälzischen Landtages.

## Leben und Ausbildung
Nach dem Abitur an der Heimschule Lender in Sasbach (1982) studierte Roth zunächst in Saarbrücken zwei Semester Betriebswirtschaft und wechselte anschließend an die Johannes-Gutenberg-Universität Mainz, um Rechtswissenschaften zu studieren. Während seines Studiums war er unter anderem für die G.A.T. Film- und Fernsehproduktionsgesellschaft tätig.
Von 1989 bis 1997 arbeitete Roth als freier Mitarbeiter für die Werbe- und Möbelbranche. 1997 wurde er stellvertretender Niederlassungsleiter einer Spedition in Köln und war von 2002 bis zu seiner Wahl in den Landtag als selbständiger Unternehmensberater tätig.
Im Jahr 2016 veröffentlichte er als Autor Tom Roth im Selbstverlag seinen Roman Versetzung gefährdet, der zu einem großen Teil auf seinen eigenen Jugenderlebnissen als Internatsschüler der Heimschule Lender basiert.

## Politik
Roth trat im Dezember 2006 in die FDP ein und war im selben Monat Mitgründer des FDP-Verbandsgemeindeverbandes Wirges, dessen erster Vorsitzender er auch war. 2007 wurde er Kreisgeschäftsführer des FDP-Kreisverbandes Westerwald. Von 2014 bis 2018 übernahm er den Kreisvorsitz. Von 2009 bis 2019 war er Kreisbeigeordneter des Westerwaldkreises und von 2014 bis 2024 Mitglied des Gemeinderates seiner Heimatgemeinde.
Am 13. März 2016 wurde Roth mit sechs weiteren Freidemokraten in den 17. Landtag von Rheinland-Pfalz gewählt. Am 23. Mai 2016 wurde er Fraktionsvorsitzender der FDP-Landtagsfraktion und war damit der erste FDP-Fraktionsvorsitzender einer Ampelkoalition in einem Flächenbundesland in Deutschland. Zudem war er in diesem Zeitpunkt Mitglied des Ministerrates von Rheinland-Pfalz. Im Oktober 2017 trat er in Folge innerparteilicher Kritik auf Grund eines Zeitungsartikels in der AZ, der sich auf eine Passage in seinem Roman Versetzung gefährdet bezog, von seinem Amt als Fraktionsvorsitzender zurück.
Thomas Roth war u. a. Mitglied im Rechtsausschuss (2016–2021), im Richterwahlausschuss (2016–2021), im Haushalts- und Finanzausschuss (20016-2017), im Zwischenausschuss (2016), im Ältestenrat (2016), im Ausschuss für Europafragen und Eine Welt (2017–2021), im Ausschuss für Familie, Jugend, Integration und Verbraucherschutz (2017–2021), im Ausschuss für Wissenschaft, Weiterbildung und Kultur (2020–2021), im Landesbeirat Abschiebehaft (2016–2021), im Landesbeirat Migration und Integration (2017–2021), im Landesbeirat für Wissenschaft und Weiterbildung (2020–2021), der Kommission des Landtages für die Geschichte von RLP (2020–2021) und im Kuratorium der Universität Koblenz. Zur Landtagswahl 2021 kandidierte er auf Platz 23 der FDP-Landesliste, der für ein Mandat nicht ausreichte.
Am 12. Februar 2017 war Roth Mitglied der 16. Bundesversammlung in Berlin.

## Weitere Funktionen
Thomas Roth war von 2009 bis 2021 Mitglied im Landesvorstand der Vereinigung liberaler Kommunalpolitiker Rheinland-Pfalz. Von 2008 bis 2021 war er zudem Delegierter bei allen Landes- und Bundesparteitagen der Freien Demokraten. Seit 2016 ist er kooptiertes Mitglied des FDP-Landesvorstandes Rheinland-Pfalz.